# Ruellia asperula
Ruellia asperula là một loài thực vật có hoa trong họ Ô rô. Loài này được (Mart. & Nees) Lindau miêu tả khoa học đầu tiên năm 1895.